# Chiesa di Santa Maria dei Servi (Rimini)
La chiesa di Santa Maria dei Servi, ufficialmente chiesa di Santa Maria in Corte, è una chiesa cattolica di Rimini. Il nome di Santa Maria dei Servi è dovuto ai Servi di Maria, che costruirono la chiesa nel XIV secolo.

## Storia

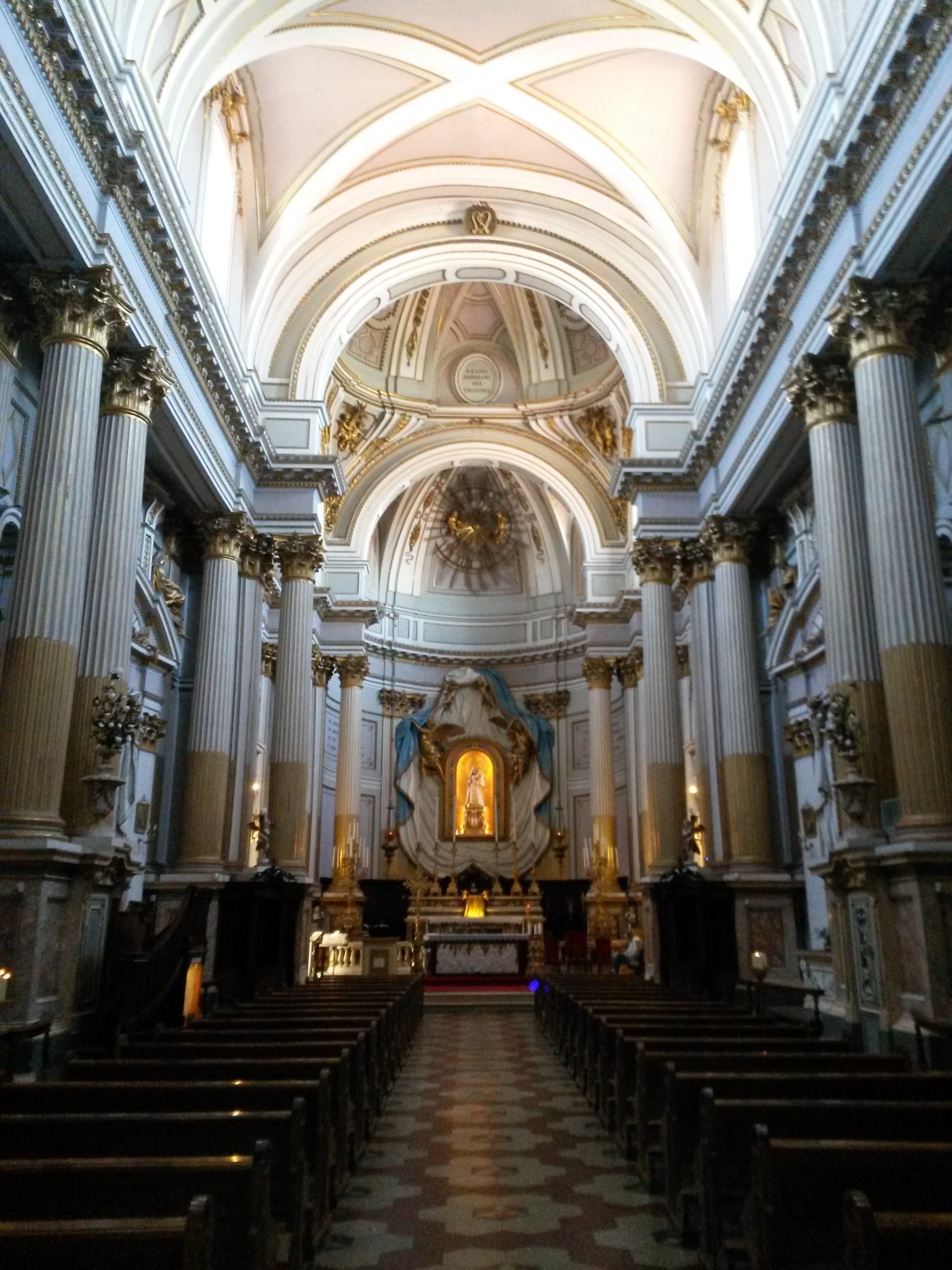
Interno

La chiesa sorse nel 1317 su un sito donato ad inizio secolo dalla famiglia Malatesta ai Servi di Maria, i quali avevano provveduto inizialmente ad erigere una cappella.
L'edificio, in origine ad una sola navata, sorge a Rimini alla fine del corso di Augusto, non lontano dal ponte di Tiberio, nell'omonima piazzetta dei Servi. Fra il 1774 ed il 1777 la chiesa venne completamente trasformata ad opera dell'architetto bolognese Gaetano Stegani. Nel 1798, con la soppressione dell'ordine dei Servi di Maria, la chiesa passò ai Domenicani, che vennero però revocati dopo appena un anno.
Nel 1806 la chiesa è diventata parrocchia di Santa Maria in Corte. Nel 1894 infine la facciata venne ricostruita ad opera dell'ingegnere Giuseppe Urbani.
Accanto alla chiesa dei Servi sorge anche l'ex-chiesa di Santa Maria ad Nives.

## Descrizione
L'interno è a navata unica, fastosamente decorato con stucchi e dorature
Tra le opere conservate vi sono:
- Altare di Sant'Agostino: La Madonna di Reggio venerata dai Santi Agostino e Monica, Lucio Massari (1620)
- Altare di San Luca: San Luca che ritrae la Madonna con il Bambino, Giovan Battista Costa (1744)
- Altare dell'Immacolata: Immacolata Concezione, Pietro Tedeschi (1783)
- Altare di San Pellegrino Graziosi: Visione di San Pellegrino Laziosi, Gaetano Gandolfi (1784)
- Frammento cinquecentesco raffigurante Cristo, proveniente dal Monte di Pietà